# Anchusella
Anchusella – rodzaj roślin należący do rodziny ogórecznikowatych (Boraginaceae). Obejmuje dwa gatunki występujące w środkowej i wschodniej części basenu Morza Śródziemnego. Wyodrębnione zostały z rodzaju farbownik Anchusa w 1997 roku z powodu wyraźnej odrębności pod względem cech makro- i mikromorfologicznych.

## Morfologia
Rośliny podobne do tych z rodzaju farbownik Anchusa, ale posiadające szereg odrębnych cech, m.in. dwa a nie pięć pręcików.

## Systematyka
Rodzaj należy do plemienia Lithospermeae w podrodzinie Boraginoideae Arnott w obrębie rodziny ogórecznikowatych Boraginaceae.
Wykaz gatunków
- Anchusella cretica (Mill.) Bigazzi, E. Nardi & Selvi Pl. Syst. Evol. 205(3–4): 257. (1997)
- Anchusella variegata (Mill.) Bigazzi, E. Nardi & Selvi Pl. Syst. Evol. 205(3–4): 257. (1997)